# Joanna Ugniewska
Joanna Teresa Ugniewska-Dobrzańska (ur. 5 lutego 1945 w Zakopanem) – polska literaturoznawczyni, italianistka, profesor zwyczajny Uniwersytetu Warszawskiego, tłumaczka literatury włoskiej, eseistka.

## Życiorys
W 1967 ukończyła studia romanistyczne na Uniwersytecie Warszawskim, karierę naukową rozpoczęła w 1971 w Instytucie Romanistyki Uniwersytetu Warszawskiego. W 1972 obroniła pracę doktorską Oświeceniowy kryzys pojęcia ładu w twórczości Leopardiego napisaną pod kierunkiem Mieczysława Brahmera, stopień doktora habilitowanego uzyskała w 1978 na podstawie pracy Problematyka postępu i tradycji w kulturze włoskiej pierwszej połowy XIX w., w 1989 otrzymała tytuł profesora. Profesorem zwyczajnym została w 1994. Była etatowym pracownikiem Katedry Italianistyki UW od początku jej powstania do 2015; w latach 1991–1997 pełniła funkcję kierownika tejże.
Jest autorką licznych monografii poświęconych literaturze włoskiej, między innymi o Giacomo Leopardim, współautorką Historii literatury włoskiej (red. P. Salwa), redaktorką naukową i współautorką Historii literatury włoskiej XX wieku, za którą w 2002 otrzymała we Włoszech prestiżową włoską nagrodę Premio Flaiano. W 2008 opublikowała zbiór szkiców o współczesnej literaturze włoskiej Scritture del Novecento. Następnie wydała trzy zbiory esejów: Podróżować, pisać: o literaturze podróżniczej i współczesnych pisarzach włoskich (2011), Miejsca utracone: szkice o pamięci i zapomnieniu we współczesnej literaturze włoskiej (2014) i Zamieszkiwanie pamięci (2022). Współpracuje z „Zeszytami Literackimi”, „Odrą”, „Literaturą na Świecie”, „Przeglądem Politycznym”. Zasiadała w jury włoskiej nagrody Premio Alassio.
Przetłumaczyła z włoskiego kilkadziesiąt książek, przede wszystkim Antonia Tabucchiego i Claudia Magrisa oraz takich klasyków literatury jak Umberto Eco, Alberto Moravia czy Luigi Pirandello. Polskim czytelnikom przybliżyła także takich twórców jak: Piero Camporesi, Pietro Citati, Matteo Collura, Gianrico Carofiglio, Benedetta Craveri, Oriana Fallaci, Massimo Gramellini, Riccardo Orizio, Tiziano Terzani, Ornela Vorpsi. Za działalność translatorską otrzymała wiele nagród.
W Bibliotece Narodowej znajduje się część jej archiwum, między innymi rękopisy przekładów oraz korespondencja z Tabucchim, Magrisem oraz Citatim.

## Wybrane publikacje

### Monografie
- Zamieszkiwanie pamięci, Fundacja „Pogranicze” i Ośrodek „Pogranicze – sztuk, kultur, narodów”, Sejny 2022
- Miejsca utracone: szkice o pamięci i zapomnieniu we współczesnej literaturze włoskiej, Fundacja Zeszytów Literackich, Warszawa 2014
- Podróżować, pisać: o literaturze podróżniczej i współczesnych pisarzach włoskich, Fundacja Zeszytów Literackich, Warszawa 2011
- Scritture del Novecento: saggi e appunti, Uniwersytet Warszawski, Warszawa 2008
- Elogio della poesia – saggi leopardiani, Uniwersytet Warszawski, Warszawa 1991
- Giacomo Leopardi, PWN, Warszawa 1991
- Giuseppe Mazzini – historia jako narodowa terapia, Zakład Narodowy im. Ossolińskich, Wrocław 1986
- Historia literatury włoskiej XX wieku, PWN, Warszawa 1985
- Problematyka postępu i tradycji w kulturze włoskiej pierwszej połowy XIX wieku (1816–1848), Wydawnictwa UW, Warszawa 1979
- Oświeceniowy kryzys pojęcia ładu w twórczości Leopardiego, Zakład Narodowy im. Ossolińskich, Wrocław 1976

### Prace zbiorowe
- A. Tylusińska, J. Ugniewska, Włochy w czasach romantyzmu, Wydawnictwo DiG, Warszawa 2004
- J. Ugniewska (red.), Historia literatury włoskiej XX wieku, PWN, Warszawa 2001

### Wybrane przekłady
- Giorgio Agamben, Pinokio. Przygody pajacyka podwójnie skomentowane i potrójnie zilustrowane, Fundacja Cieszkowskiego, Warszawa 2024
- Giorgio Agamben, Pulcinella czyli Rozrywka dla dzieci, Fundacja Cieszkowskiego, Warszawa 2019
- Roberto Calasso, Memè Scianca. Bobi, Słowo/obraz terytoria, Gdańsk 2025
- Roberto Calasso, Kręte ścieżki, Słowo/obraz terytoria, Gdańsk 2023
- Roberto Calasso, Nienazwana teraźniejszość, Słowo/obraz terytoria, Gdańsk 2019
- Roberto Calasso, Ślad wydawcy (ze Stanisławem Kasprzysiakiem), Słowo/obraz terytoria, Gdańsk 2018
- Piero Camporesi, Laboratoria zmysłów, Słowo/obraz terytoria, Gdańsk 2005
- Alberto Castoldi, Bibliofollia, czyli szaleństwo czytania, Słowo/obraz terytoria, Gdańsk 2023
- Pietro Citati, Wiosna Chosrowa: dwadzieścia wieków cywilizacji irańskiej, Czytelnik, Warszawa 2008
- Pietro Citati, Izrael i islam: boskie iskry, Czytelnik, Warszawa 2006
- Pietro Citati, Światło nocy: wielkie mity w historii ludzkości, Czytelnik, Warszawa 2003
- Umberto Eco, Semiologia życia codziennego (z Piotrem Salwą), Czytelnik, Warszawa 1996
- Umberto Eco, Superman w literaturze masowej: powieść popularna – między retoryką a ideologią, PIW, Warszawa 1996
- Oriana Fallaci, 1968. Od Wietnamu do Meksyku. Dziennik z przełomowego roku, Świat Książki, Warszawa 2018
- Oriana Fallaci, Pasolini. Niewygodny człowiek, Świat Książki, Warszawa 2018
- Oriana Fallaci, Strach jest grzechem, Świat Książki, Warszawa 2017
- Oriana Fallaci, Podróż po Ameryce, Świat Książki, Warszawa 2016
- Oriana Fallaci, List do nienarodzonego dziecka, Świat Książki, Warszawa 2013
- Oriana Fallaci, Inszallah, PIW, Warszawa 1993
- Maurizio Ferraris, Manifest nowego realizmu, Słowo/obraz terytoria, Gdańsk 2023
- Marco Filoni, Anatomia oblężenia. Strach w mieście, Fundacja Cieszkowskiego, Warszawa 2020
- Carlo Ginzburg, Czytać między wierszami. Lektury, szkice, noty, Wydawnictwo Słowo/obraz terytoria 2023
- Giacomo Leopardi, Listy, Czuły Barbarzyńca, Warszawa 2024
- Claudio Magris, Zakrzywiony czas w Krems, Fundacja Pogranicze, Sejny 2020
- Claudio Magris, Migawki, Wydawnictwo Literackie, Kraków 2019
- Claudio Magris, Mit habsburski w literaturze austriackiej moderny (z Elżbietą Jogałłą), Austeria, Kraków 2019
- Claudio Magris, Postępowanie umorzone, Wydawnictwo Literackie, Kraków 2017
- Claudio Magris, O demokracji, pamięci i Europie Środkowej, Międzynarodowe Centrum Kultury, Kraków 2016
- Claudio Magris, Alfabety, Fundacja Pogranicze, Sejny 2012
- Claudio Magris, Głosy: monologi, PIW, Warszawa 2010
- Claudio Magris, Domysły na temat pewnej szabli, Fundacja Pogranicze, Sejny 2009
- Claudio Magris, Itaka i dalej, Fundacja Pogranicze, Sejny 2009
- Claudio Magris, Podróż bez końca, Fundacja Zeszytów Literackich, Warszawa 2009
- Claudio Magris, Na oślep, Czytelnik, Warszawa 2006
- Claudio Magris, Inne morze, Czytelnik, Warszawa 2004
- Claudio Magris, Mikrokosmosy, Czytelnik, Warszawa 2002
- Claudio Magris, Dunaj (z Anną Osmólską-Mętrak), Czytelnik, Warszawa 1999
- Giorgio Manganelli, Literatura jako kłamstwo, PIW, Warszawa 2021
- Alberto Moravia, Kobieta leopard, Puls Publications, Londyn 1991
- Luigi Pirandello, Jeden, nikt i sto tysięcy, PIW, Warszawa 2011
- Mario Praz, Wspaniałości Rzymu, Słowo/obraz terytoria, Gdańsk 2020
- Antonio Tabucchi, Przyszedłem do ciebie, ale cię nie zastałem. Opowiadania wybrane,  PIW, Warszawa 2024
- Antonio Tabucchi, Dla Isabel: mandala, Rebis, Poznań 2017
- Antonio Tabucchi, Opowiadania ilustrowane, Czuły Barbarzyńca, Warszawa 2014
- Antonio Tabucchi, Podróże i inne podróże, Czytelnik, Warszawa 2012
- Antonio Tabucchi, Czas szybko się starzeje, Czytelnik, Warszawa 2010
- Antonio Tabucchi, Tristano umiera, Czytelnik, Warszawa 2005
- Antonio Tabucchi, Robi się coraz później, Czytelnik, Warszawa 2002
- Antonio Tabucchi, Zaginiona głowa Damascena Monteira, Czytelnik, Warszawa 1999
- Antonio Tabucchi, …twierdzi Pereira, Czytelnik, Warszawa 1996

## Nagrody
- 2017 – Nagroda Literacka im. Leopolda Staffa w kategorii „Dzieło życia”
- 2015 – Nagroda Literacka im. Leopolda Staffa za esej Miejsca utracone
- 2012 – Nagroda Zeszytów Literackich dla Tłumaczy im. Pawła Hertza
- 2009 – finalistka Nagrody im. Ryszarda Kapuścińskiego za przekład książki Riccarda Orizia Zaginione białe plemiona (z Mateuszem Salwą)[7]
- 2005 – Nagroda literacka ZAiKS-u za wybitne osiągnięcia w dziedzinie przekładu literatury z języków obcych[8]
- 2002 – Premio Flaiano za Historię literatury włoskiej XX wieku